# Anarta macrostigma
Anarta macrostigma là một loài bướm đêm trong họ Noctuidae.